# 3 de febrer
El 3 de febrer és el trenta-quatrè dia de l'any del calendari gregorià. Queden 331 dies per finalitzar l'any i 332 en els anys de traspàs.

## Esdeveniments
Països Catalans
- 1112 - Arle: el compte de Barcelona, Ramon Berenguer III, i la comtessa de Provença, Dolça de Provença, contrauen matrimoni. A conseqüència, la Provença s'incorpora al Comtat de Barcelona.[1]
- 1485 - Granollers: el capitost remença Pere Joan Sala s'apodera de la ciutat.[2]
- 1492 - Girona: el convent de Cadins decideix instal·lar-se al Mercadal, Girona, procedent de Cabanes (Alt Empordà).[3]
- 1714 - La Gleva (Les Masies de Voltregà, Osona): en la Batalla de la Gleva 1.200 vilatans es defensen de l'atac dels borbònics durant la guerra dels catalans.
- 1924: Terres de Ponent: s'inaugura el tram de ferrocarril entre Lleida i Balaguer.
- 1973 - Esplugues de Llobregat (Baix Llobregat): s'inaugura el nou Hospital de Sant Joan de Déu.[4]

Resta del món
- 1509 - Sultanat de Gujarat: els portuguesos derroten la flota del sultanat en la batalla de Diu en la que és la primera victòria europea a Àsia.
- 1813 - San Lorenzo (Província de Santa Fe, Argentina): els independentistes de les Províncies Unides del Riu de la Plata guanyen el combat de Sant Lorenzo durant la Guerra de la Independència Argentina.
- 1930 - Hong Kong: Ho Chi Minh funda el Partit Comunista del Vietnam.
- 1959 - Iowa (EUA): en un accident d'avió moren Buddy Holly, Ritchie Valens, The Big Bopper i el pilot; la data serà coneguda com "El dia que la música va morir".[5]
- 1994 - El Japó llença l'OREX, una càpsula espacial no tripulada mitjançant un coet H-2 des de la base de Tanegashima.
- 1995 - Centre espacial John F. Kennedy, Florida (EUA): per primer cop una dona, Eileen Collins, pilota en l'enlairament de la missió STS-63 el Transbordador espacial Discovery.
- 2004 - Darwin (el Territori del Nord, Austràlia): hi arriba, procedent d'Adelaida, el tren The Ghan, el primer de passatgers que recorre la nova línia de 2.979 quilòmetres entre aquestes dues ciutats; el 15 de gener hi havia circulat el primer tren de mercaderies.

## Naixements
Països Catalans
- 1833 - Bocairent: Blai Maria Colomer, compositor, pianista i professor valencià establert a París (m. 1917).[6]
- 1894 - Barcelona: Maria Llimona i Benet, escultora catalana (m. 1985).[7]
- 1912 - Barcelona: Albina Francitorra i Aleñà, periodista i escriptora (m. 2013).[8]
- 1933 - Cervera, La Segarra: Rosa Fabregat, escriptora, Creu de Sant Jordi 2017.[9]
- 1934 - Barcelona: Alfred Lucchetti i Farré, actor català (m. 2011).
- 1946 - Barcelona: Xesco Boix, músic, animador i cantant català de folk i de cançó infantil (m. 1984).[10]
- 1966 - Massamagrell: Fani Grande, escriptora i guionista valenciana.
- 1986 - Barcelona: Blanca Llum Vidal, poeta, editora i traductora catalana.[11]

Resta del món
- 1736 - Klosterneuburg (Àustria): Johann Georg Albrechtsberger, organista i compositor austríac (m. 1809).[12]
- 1790 - Lewes, Regne Unit: Gideon Algernon Mantell, la primera persona que va identificar un fòssil de dinosaure i en va inaugurar l'estudi científic (m. 1852).
- 1809 - Hamburg, Alemanya: Felix Mendelssohn, compositor, pianista i director d'orquestra alemany (m. 1847).[12]
- 1821 - Bristol: Elizabeth Blackwell, primera dona graduada en Medicina dels Estats Units (m. 1910).[13]
- 1830 - Hatfield, Hertfordshire, Anglaterra: Robert Gascoyne-Cecil, comte de Salisbury, polític anglès, Primer Ministre del Regne Unit (1885-1886, 1886-1892, i 1895-1902) (m. 1903)
- 1874 - Allegheny, Pennsilvània: Gertrude Stein, escriptora estatunidenca que va viure la major part de la seva vida a França (m. 1946).[14]
- 1877 - Boston, Anglaterra: Janet Lane-Claypon, metgessa anglesa, una de les fundadores de la ciència de l'epidemiologia (m. 1967).[15]
- 1892 - Las Palmas de Gran Canaria: Juan Negrín, polític i metge espanyol, president de la Segona República Espanyola (m. 1956).
- 1893 - Tainan (Taiwan): Xu Dishan (xinès:许 地 山), escriptor, traductor xinès, especialista en el Budisme.També se'l coneix pel seu nom de ploma Luo Huasheng (m. 1941).[16]
- 1894 - Nova York, EUA: Norman Rockwell, il·lustrador, fotògraf i pintor nord-americà (m. 1978).
- 1898 - Memphis: Lil Hardin, pianista, compositora, arranjadora, directora i cantant de jazz americana (m. 1971).[17]
- 1901 - Xalamera, Baix Cinca: Ramón J. Sender, escriptor aragonès (m. 1982).
- 1904 - Pisino d'Istria (ara Pazin, Istria, Croàcia): Luigi Dallapiccola, compositor i pianista italià (m. 1975).[18]
- 1909 - París: Simone Weil, filòsofa francesa (m. 1943).[19]
- 1912 - Montpeller, Occitània, França: Jacques Soustelle, antropòleg i polític francès (m. 1990).
- 1918 - Fulton (Missouri), Estats Units: Helen Stephens, atleta nord-americana, guanyadora de dues medalles d'or olímpiques (m. 1994).[20]
- 1920 - Wilmington, Delaware (EUA): Henry Heimlich, cirurgià toràcic estatunidenc àmpliament reconegut com l'inventor de la maniobra de Heimlich (m. 2016).
- 1935 - Houston, Texas (EUA): Johnny "Guitar" Watson, guitarrista i cantant de jazz estatunidenc (m. 1996).
- 1939 - Viena, Àustria: Helga Dernesch, soprano austríaca.[21]
- 1943 - Filadèlfia, Pennsilvània: Blythe Danner, actriu estatunidenca de teatre, cinema i televisió; activista mediambiental.[22]
- 1947 - 
  - Newark (Nova Jersey), Estats Units: Paul Auster, novel·lista, poeta, guionista i director de cinema estatunidenc (m. 2024).[23]
  - Saragossa: Soledad Puértolas, escriptora aragonesa en llengua castellana, membre de la Reial Acadèmia Espanyola.[24]
- 1948 -
  - Estocolm: Henning Mankell, escriptor suec (m. 2015).
  - Wailakama, Baukau (Timor Oriental): Carlos Filipe Ximenes Belo, bisbe catòlic, Premi Nobel de la Pau de l'any 1996.
  - Gatchina, óblast de Leningrad, (URSS): Guennadi Moisséiev, pilot de motocròs (categoria de 250 cc).
- 1950 - 
  - Montevideo (Uruguai): María Julia Muñoz, metgessa i política uruguaiana, Ministra de Salut Pública entre 2005 i 2010.
  - Dallas, Texas, EUA: Morgan Fairchild, actriu estatunidenca.
- 1953, Winthrop, Estats Units: Sophia Hayden Bennett, arquitecta nord-americana d'ascendència xilena (n.1868).[25]
- 1965 -
  - Lohja, Finlàndia: Marjo Matikainen-Kallström, esquiadora de fons, ja retirada, i política finlandesa.[26]
  - Boston, Massachusetts (EUA): Maura Tierney, actriu estatunidenca, coneguda per haver interpretat Abby Lockhart a la sèrie de televisió Urgències (E.R.).
- 1970 - Epsom, Surrey (Regne Unit): Warwick Davis, actor anglès.
- 1971 - Essex: Sarah Kane, dramaturga britànica, referent del teatre contemporani (m. 1999).[27]
- 1976 - Masqat, Oman: Isla Fisher, actriu i autora australiana.[28]
- 1978 - Beirut: Amal Clooney, nascuda Amal Alamuddin, advocada britànica especialitzada en dret internacional i drets humans.[29]

## Necrològiques
Països Catalans
- 1912 - Barcelona: Joan Brull i Vinyoles, pintor català de finals del segle xix, representant del simbolisme català.
- 1967 - Sabadell: Magí Marcé i Segarra, polític català i alcalde de Sabadell.
- 2001 - Barcelona: Eudald Solà i Farrés, conegut també com a Alexis Eudald Solà, lingüista i neohel·lenista català.[30]
- 2009 - Barcelonès: Mercè Conesa González, periodista d'El Periódico de Catalunya, i feminista (n. 1953).[31]
- 2022 - Barcelona: Toni Miró, dissenyador de moda català (n. 1947).

Resta del món
- 1468 - Magúncia, Sacre Imperi: Johannes Gutenberg, orfebre i inventor alemany.
- 1568 - Vilabertran: Cosme Damià Hortolà, teòleg i hebraista, assistent al Concili de Trento, abat de Vilabertran i rector de la Universitat de Barcelona.
- 1837 - Lió: Claudina Thévenet, religiosa que fundà la Congregació de Jesús-Maria.[32]
- 1915 - Mulanje, Nyasalàndia: John Chilembwe, pastor baptista i revolucionari contra el colonialisme (n. 1871).[33]
- 1924 - Washington DC (EUA): Woodrow Wilson, 28è president dels Estats Units, Premi Nobel de la Pau de 1919 (n. 1856).
- 1944 - Ais de Provença: Yvette Guilbert, cantant, actriu i compositora francesa, immortalitzada pel pintor Toulouse-Lautrec (n. 1867).[34]
- 1956 - París: Émile Borel, matemàtic i polític (n. 1871).
- 1961 - Santa Monica, Califòrnia: Anna May Wong, actriu estatunidenca del cinema mut (n. 1905).[35]
- 1959: 
  - Clear Lake, Iowa, EUA: Buddy Holly, cantant americà (n. 1936).
  - Clear Lake, Iowa, EUA: Ritchie Valens, cantant americà (n. 1941).
- 1974 - Madrid: Juan de Orduña, actor espanyol (n. 1902).[36]
- 1975 - El Caire: Umm-Kulthum, cantant solista, compositora i actriu egípcia, coneguda com l'Estrella d'Orient (n. 1904).[37]
- 1981 - Madrid: Isabel Garcés, actriu espanyola.[38]
- 1989 - Los Angeles, Califòrnia (EUA): John Cassavetes, actor, guionista i director estatunidenc (n. 1929).
- 1993 - Wellington, Nova Zelanda: Edith Farkas, meteoròloga i investigadora antàrtica, líder en el control de l'ozó (n. 1921).[39]
- 2011 - París: Maria Schneider, actriu francesa (n. 1952).[40]
- 2012 - Nova York (EUA): Ben Gazzara, actor estatunidenc de cinema, televisió i teatre (n. 1930).
- 2019 - Los Angeles: Julie Adams, actriu estatunidenca (n. 1926).[41]

## Festes i commemoracions
- Sant Blai és la festa major de l'Aleixar (el Baix Camp), de Bocairent (la Vall d'Albaida), i a Pedreguer (la Marina Alta).
- Santoral:
  - Sant Blai, bisbe d'Armènia;
  - Anscari d'Hamburg, bisbe;
  - Claudina Thévenet;
  - Siméo el Just, ancià de Jerusalem;
  - Anna (profetessa)., entre els ortodoxos (els catòlics la celebren l'1 de setembre):